# Asterocheres garridoi
Asterocheres garridoi is een eenoogkreeftjessoort uit de familie van de Asterocheridae. De wetenschappelijke naam van de soort is voor het eerst geldig gepubliceerd in 2007 door Varela, Ortiz & Lalana.